# Serge Charchoune
Serge Charchoune (en russe : Сергей Иванович Шаршун, Sergueï Ivanovitch Charchoun), né le 4 août 1888 (16 août dans le calendrier grégorien) à Bougourouslan en Russie et mort le 24 novembre 1975 à Villeneuve-Saint-Georges (Val-de-Marne), est un peintre et poète d'origine russe.

## Biographie
Renonçant à une carrière de négociant, Serge Charchoune étudie la peinture à Moscou et tente, sans succès, d'entrer à l'École des Beaux-Arts. Il ne sait pas dessiner : « J'ai toujours détesté dessiner, le dessin et la peinture sont, à mes yeux, les plus grands ennemis ».
En 1912, après avoir déserté le service militaire, il arrive à Paris et s'inscrit à l'Académie de la Palette sous l'enseignement des cubistes Jean Metzinger et Henri Le Fauconnier. Après la déclaration de guerre d'août 1914, il se réfugie à Barcelone avec sa compagne sculpteur Helena Grunhoff où il rencontre le boxeur-poète Arthur Cravan, les peintres Albert Gleizes, Marie Laurencin et Francis Picabia. Avec Helena Grunhoff ils exposent ensemble pour la première fois en 1916 chez Josep Dalmau  passionné par l'art d'avant-garde. Grâce à ce dernier, Charchoune expose des peintures abstraites qu'il qualifie lui-même d'« ornementales », ainsi que d'autres œuvres proches des arts décoratifs et du cubisme. 
Après la révolution bolchévique d'octobre 1917, il renonce à rentrer en Russie, repasse par Paris. Le 26 mai 1920, il assiste au Festival Dada de la salle Gaveau et retrouve Picabia. Il fréquente les réunions des dadaïstes au café Certá (passage de l'Opéra) et participe aux manifestations Dada, notamment le « procès Barrès » organisé par André Breton en mai 1921. Au salon Dada de la galerie Montaigne, organisé par Tristan Tzara un mois plus tard, Charchoune expose des dessins inspirés des œuvres « mécaniques » de Picabia. Il compose également un poème illustré de douze dessins Foule immobile très bien accueillis par les dadaïstes.
À son tour, il crée un groupe Dada appelé Palata Poetov (« La Chambre des Poètes ») qui se réunit au café Caméléon, 146, boulevard du Montparnasse. Le 21 décembre 1921, une soirée « dadaïste russe » est un échec malgré la présence de Breton et Louis Aragon. Charchoune ne persiste pas et, en mai 1922, il se rend à Berlin, toujours dans l'espoir d'obtenir un visa pour l'URSS. Il y créé une revue Dada en langue russe Perevoz Dada (« Le Transbordeur Dada ») dont il rédige seul le premier numéro (juin 1922). Après avoir édité une anthologie de poésie dadaïste allemande, française et russe Dadaizm, kompilacija et collaboré à diverses revues comme Merz de Kurt Schwitters, Charchoune délaisse le mouvement.
En 1922, à Berlin, il expose à la galerie Der Sturm une nouvelle série de peintures qu'il appelle « cubisme ornemental ». Il rencontre des artistes russes déçus par la révolution, dont la danseuse Isadora Duncan. Charchoune renonce alors à rentrer en URSS et retourne à Paris (1923).
En 1925 Charchoune rencontre à Paris Amédée Ozenfant avec lequel il noue des liens d'amitiés; il entame alors grâce à l'influence d'Ozenfant sa période puriste, certainement une de ses plus belles périodes. Avec Ozenfant et Le Corbusier il participe à la revue "L'Esprit Nouveau" avec de nombreux autres artistes: Lhote, Valmier, Picasso, Apollinaire, Cocteau, Breton, Léger.
En 1926, il participe à la Rétrospective du Salon des Indépendants. Après sa rencontre avec Amédée Ozenfant, il adopte définitivement le purisme et produit de nombreuses œuvres. Ozenfant le présente à la Galerie Percier et à son directeur André Level qui lui offre sa première grande exposition. Il rencontre à la galerie Percier d'autres peintres dont René Rimbert qui deviendra son ami et avec lequel il entamera une correspondance fournie.
Entre 1931 et 1950 Charchoune va vivre sa période la plus noire, la plus difficile. En 1930 du fait de la crise économique il ne vend rien, expose peu et vit dans le plus grand dénuement, il se renferme sur lui-même. Il va cependant rencontrer deux marchands, Raymond Creuze et Edwin Livengood qui croient l'un et l'autre en sa peinture et qui vont lui permettre de survivre. Petit à petit plusieurs expositions personnelles lui permettent de vendre quelques peintures. Ce n'est pas une période majeure dans sa création mais un renouveau se dessine avec l'apparition de deux éléments d'inspiration essentiels: l'eau et la musique. Ces éléments ne vont plus le quitter et Charchoune domine alors son sujet. Il est inspiré par les  grands musiciens et des monochromes apparaissent. À partir de 1954 son œuvre devient de plus en plus abstraite et dépouillée, les monochromes virent au blanc avec plus ou moins de matière. Il rencontre alors Pierre Lecuire er son protégé Nicolas de Staël. De Staël est fasciné par Charchoune et dira de lui: "c'est le plus grand d'entre nous". Une autre rencontre va être importante, celle de René Guerra, professeur à La Sorbonne de littérature russe. Dans son petit atelier de la porte de Vanves Charchoune peint avec à ses côtés un petit transistor qui diffuse: Bach, Mozart, Vivaldi, Beethoven... Les compositions entremêlent musique et l'eau toujours présente. Il fera un long voyage initiatique jusqu'aux îles Galapagos qui représentent à ses yeux  tout ce que la nature peut offrir de mieux à l'homme. En 1974 Rimbert lors d'une de ses expositions à la Galerie Berri Lardy lui présente un jeune collectionneur: Pierre Guénégan qui publiera trente ans plus tard le catalogue raisonné de l'ensemble de son œuvre peint.
En 1971 c'est enfin une reconnaissance nationale avec une rétrospective qui lui est consacrée au Musée National d'Art Moderne, à Paris. Il expose une centaine d'œuvres qui retracent l'ensemble de sa carrière. En 1975 il disparaît, le voyage est terminé, il aura produit plus de cinq mille peintures; il meurt en laissant une empreinte considérable dans la peinture de son époque. Pierre Lecuire et René Guerra sont ses exécuteurs testamentaires et l'accompagnent jusqu'à sa dernière demeure.

## Œuvres
- Le Jeu du point. Mouvement d'un film peint, 1916, peinture.
- Dragon mécanique, 1917, peinture.
- Chant-canon, 1917.
- Éclipse, 1921, dessin.
- Foule immobile, 1921, poème avec douze dessins de l'auteur.
- Six portraits Dada, 1922, dessin.
- Paysage Dada, 1922, peinture.
- Composition, 1927, huile sur toile, 55 × 46 cm, collection particulière[5].
- Nature morte, 1927, huile sur toile, 27 x 35.5 cm, musée des beaux-arts de Dijon, Dijon[6].
- Nature morte, 1927, huile sur toile, 23 × 41 cm, Musée Pierre-André-Benoit, Alès.
- Composition, 1942, huile sur toile, 25 x 28 cm, musée des beaux-arts de Dijon, Dijon[7].
- Nature morte au couteau, 1943, huile sur carton, 38 × 46 cm, Lille Métropole Musée d'art moderne, d'art contemporain et d'art brut[5].
- Nature morte, 1944, huile sur toile, 15.8 x 23.8 cm, , musée des beaux-arts de Dijon, Dijon[8].